# ザ・メニュー
『ザ・メニュー』（原題：The Menu）は、2022年公開のアメリカ合衆国のサスペンス・コメディ映画。
太平洋岸の孤島にある超高級レストランを舞台に、超一流シェフが提供する究極のフルコースを求めてやって来たセレブたちに衝撃のコースメニューが展開されていく様をブラック・ユーモア満載で描く。
日本におけるウォルト・ディズニー・ジャパンにおいては、ウォルト・ディズニー・スタジオ製作作品でR15+指定を受けたのは本作が初。これにより、ウォルト・ディズニー・ジャパンは、他のアメリカ合衆国のメジャー映画スタジオによる日本法人と統一することになった。
2022年6月10日、第一弾予告映像が公開された。ナレーションを津田健次郎が務めた。

## あらすじ
マーゴとタイラーの若いカップルは、太平洋岸のとある孤島にやってきた。なかなか予約が取れないことで知られる有名シェフのスローヴィクが仕切る超高級レストラン“ホーソン”で、選び抜かれたセレブな客だけが味わうことを許された究極のフルコースを堪能するためだ。
だが、出てきた料理に感動するタイラーとは対照的に、マーゴはどことなく違和感を抱き始める。

## キャスト
ジュリアン・スローヴィク
演 - レイフ・ファインズ
マーゴット・ミルズ（エリン）
演 - アニャ・テイラー＝ジョイ
タイラー
演 - ニコラス・ホルト
エルサ
演 - ホン・チャウ
リリアン・ブルーム
演 - ジャネット・マクティア
アン
演 - ジュディス・ライト
映画スター（ジョージ・ディアズ）
演 - ジョン・レグイザモ
リチャード
演 - リード・バーニー
テッド
演 - ポール・アデルスタイン
フェリシティー
演 - エイミー・カレロ
ソレン
演 - アルトゥーロ・カストロ
ブライス
演 - ロブ・ヤン
デイブ
演 - マーク・セント・シア